# Österrikes herrlandslag i handboll

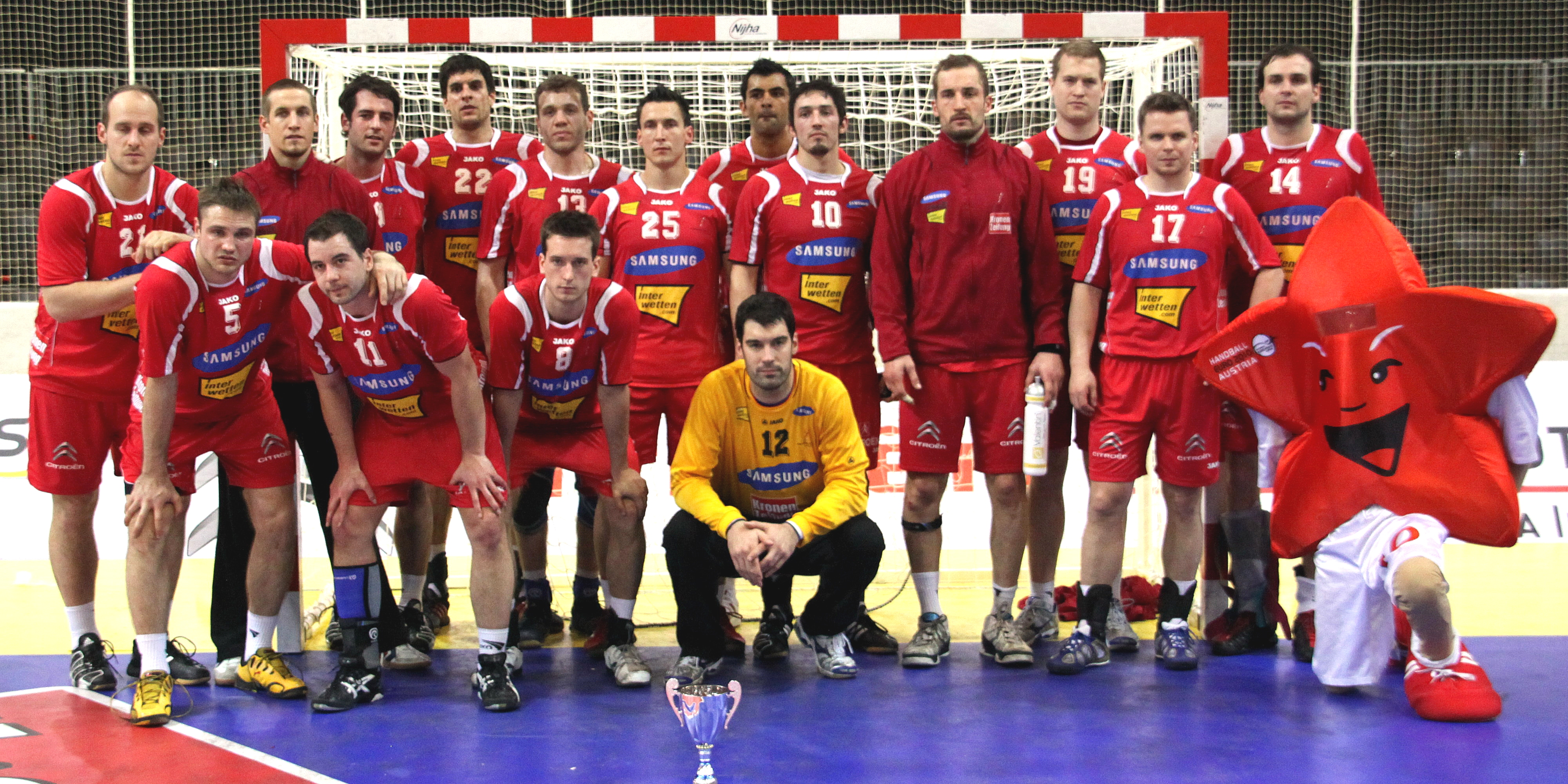
Österrikes herrlandslag i handboll 2010.

Österrikes herrlandslag i handboll har bara vunnit en medalj vid en stor turnering, silver vid världsmästerskapet 1938.
Laget vann i Halle an der Saale den 3 september 1925 mot Tyskland med 6-3 i vad som var handbollens första herrlandskamp.

### Fotnoter
1. ↑  ”Vereinschronik”. Arkiverad från originalet den 17 mars 2010. https://web.archive.org/web/20100317164038/http://hceinheit.de/verein/historie.html. Läst 22 augusti 2011.